# Asseburger Kurie

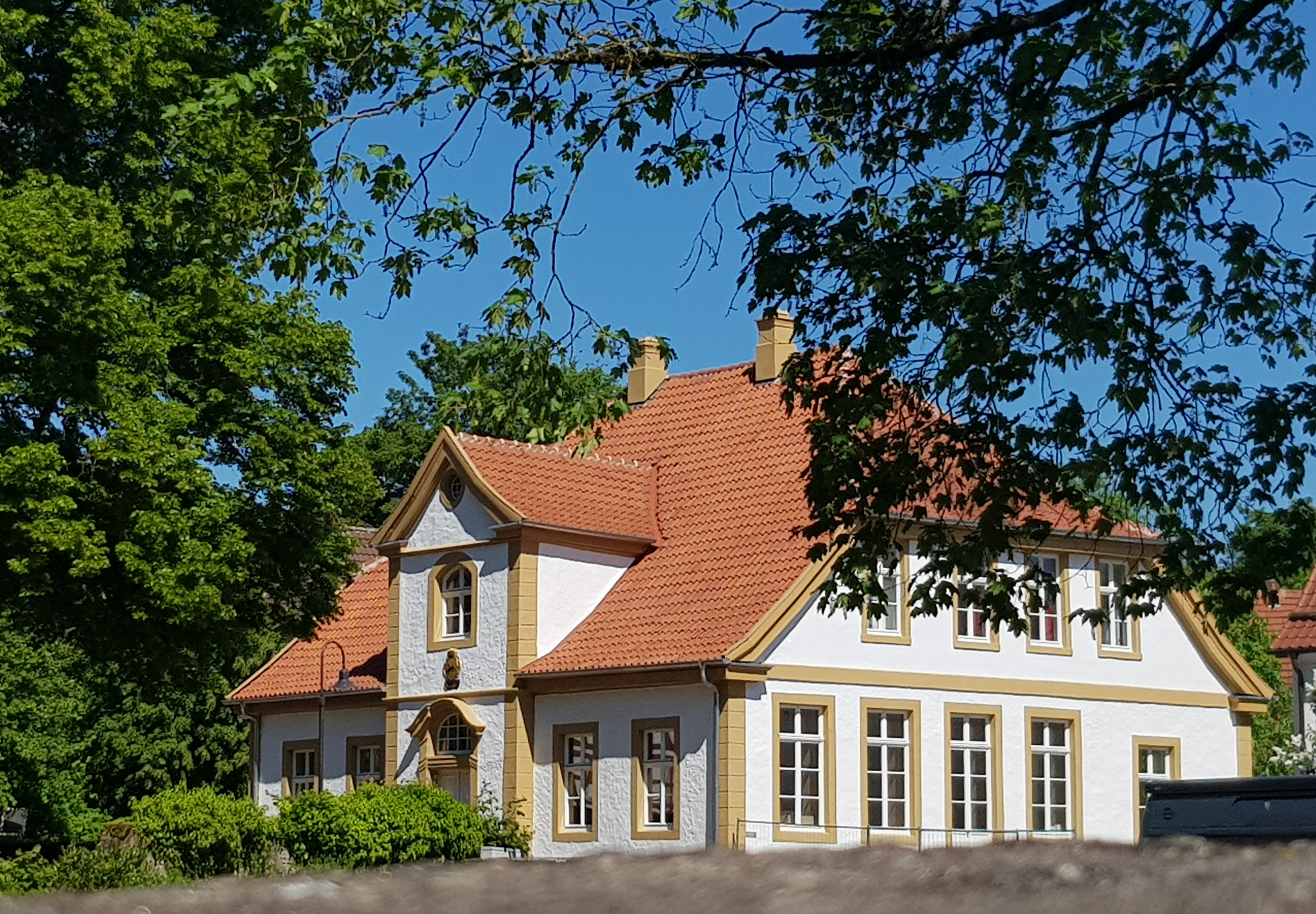
Asseburger Kurie, 2025

Die Asseburger Kurie (auch: Asseburgsche Kurie) ist ein repräsentatives Gebäude im Barockstil im Stadtteil Neuenheerse von Bad Driburg, das unter Denkmalschutz steht. Durch seine unmittelbare Lage an der ehemaligen Stiftskirche St. Saturnina ist es ortsbildprägend. Das 1777 von Hermann Werner von der Asseburg errichtete Bauwerk diente den Freiherren von der Asseburg als Familienpräbende. Genutzt wurde es anfangs als eine Stiftskurie des hochadeligen kaiserlich freiweltlichen Damenstifts Heerse, später als Schule und Wohnhaus. Die Dichterin Annette von Droste-Hülshoff hielt sich 1819 beim Besuch ihrer Großtante Felicitas von Westphalen-Heidelbeck über einen längeren Zeitraum in dem Haus auf und holte sich Inspirationen, die ihren Niederschlag in ihrem berühmtesten Werk Die Judenbuche fanden.

## Baubeschreibung
Die Asseburger Kurie ist ein großzügiges Gebäude in massiver Kalk-Sandstein Bauweise mit Mittelrisalit und einer aufwändigen Fassadengestaltung durch Werksteingliederungen mit verkröpftem Gesims und einem ziegelgedeckten Krüppelwalmdach mit Zwerchhaus. Das Haus ist außen nahezu im ursprünglichen Zustand erhalten. Der Grundriss des eingeschossigen Baus hat die Abmessungen von 16,70 × 14,70 m mit einer Wandstärke von einem Meter. Zum barocken Eingangsportal mit Doppeltür und Wappenstein führt eine repräsentative Freitreppe aus Sandstein. Der qualitativ hochwertige Barockbau ist im ehemaligen Stiftsbezirk der einzige profane Bau in massiver Bauweise und der einzige Bau in durchgängiger Formensprache des Barocks in Neuenheerse.

## Geschichte

### 17. und 18. Jahrhundert
Der juristisch-ökonomische Rahmen für die Stiftskurie als Familienpräbende der Freiherren von der Asseburg wurde am 6. Mai 1677 mit der Urkunde des Fürstbischofs Ferdinand von Fürstenberg für Konstantin Freiherr von der Asseburg zu Hinnenburg und seine Gemahlin Anna Leviniana geb. von der Lippe zu Vinsebeck gelegt. Demzufolge sollte eine „Canonicat Junffer praebende Juris Patronatus laicalis“ errichtet werden. Als Stiftungskapital wurde die Summe von 4000 Reichstalern gezahlt und über das Einkommen dieser Präbende fortan ein gesondertes Rechnungsbuch geführt. Zur Pfründe gehörten neben dem Stiftungskapital das Kuriengebäude mit Garten, Gärten und Grundstücksflächen sowie Einkünfte in Form von Naturalabgaben. Dem jeweiligen Inhaber des Fideikommiss auf der Hinnenburg sollte als Stifter das Patronats- und Präsentationsrecht zustehen.

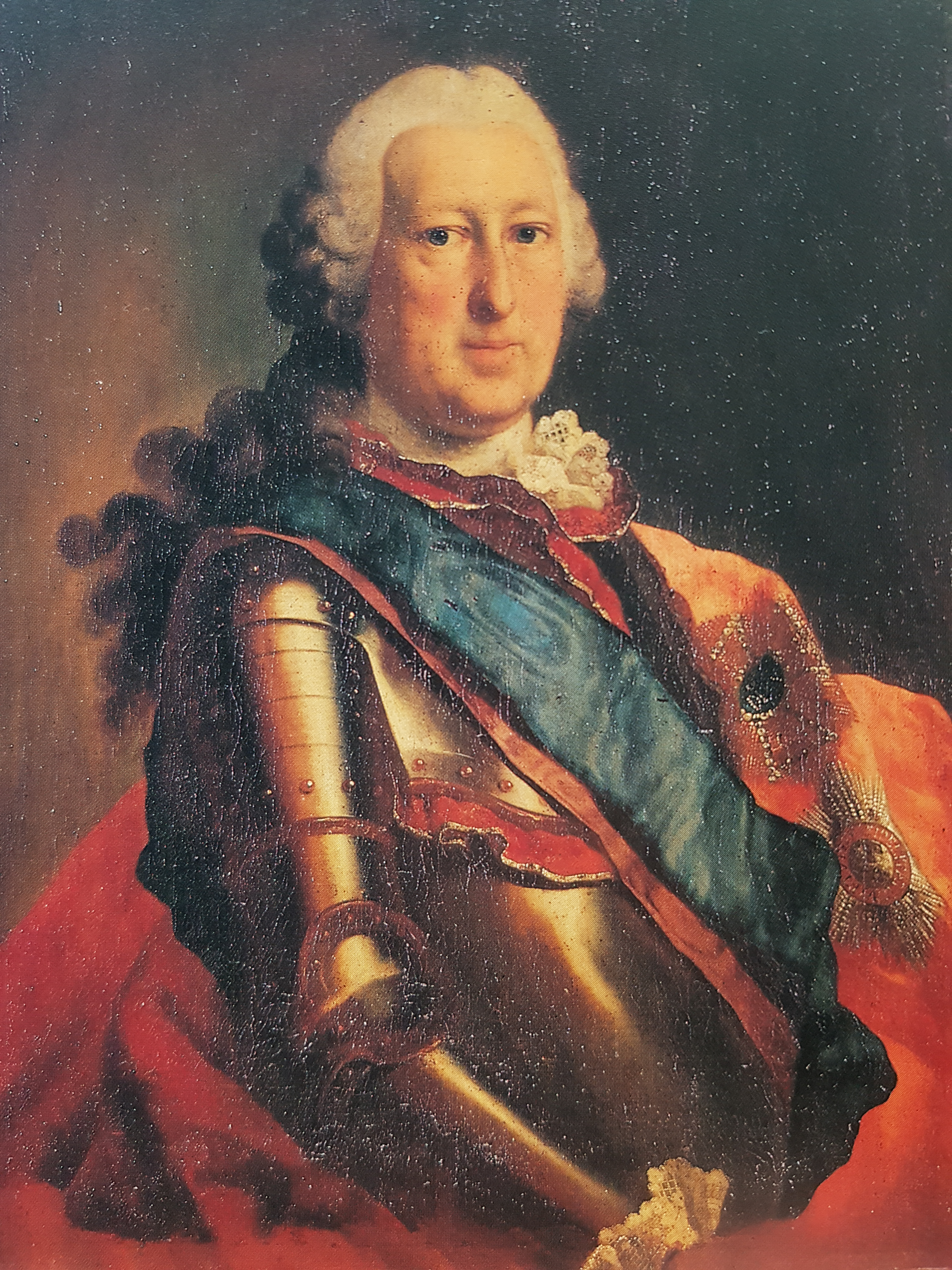
Hermann Werner Freiherr von der Asseburg, 1779

Den Bau der Kurie ließ Hermann Werner von der Asseburg zu Hinnenburg (1702–1779) im Jahr 1777 vornehmen. Die Familie von der Asseburg zu Hinnenburg stand historisch in vielfältigen Beziehungen zum Damenstift Neuenheerse. Die Asseburger waren nicht nur Inhaber des Erbhofmeisteramtes des Stiftes, sondern auch dessen größter Lehensnehmer. Insbesondere Hermann Werner von der Asseburg war für das Stift eine bedeutende Persönlichkeit. Er machte in der Regierungszeit von Clemens-August von Bayern Karriere, zeitweilig als Premierminister und Obristhofmeister. Deswegen konnte er starken Einfluss auf das Hochstift Paderborn und das Damenstift Neuenheerse ausüben. Als 1738 die Äbtissin in Neuenheerse neu gewählt werden musste, machte Hermann Werner seinen Einfluss geltend. In einem Schreiben des Kurfürsten Clemens August an das Kapitel wurde die Wahl der Stiftsdame Maria Magdalenas von der Asseburg zur neuen Äbtissin vom Kurfürsten empfohlen. Sie war die Schwester von Hermann Werner und erhielt 1738 ihre sogenannte feierliche Einfuhr in das Stift.
Das qualitativ hochwertige Bauwerk des Kanonissenhauses in Neuenheerse von 1777 ist vor dem Hintergrund der regen Bautätigkeit von Hermann Werner zu sehen, der damit die Machtansprüche seiner Familie sichtbar manifestierte. Auf dem Stammsitz der Familie (Hinnenburg/Brakel) sorgte der für eine umfassende barocke Umgestaltung. Er führte weitere ambitionierte und anspruchsvolle Bautätigkeiten durch, wie das Kloster Brede in Brakel, die Pfarrkirche St. Michael Brakel und die Kapuzinerkirche Brakel. In seinen autobiographischen Aufzeichnungen ist für die Veranschlagung der Kosten für die Vollendung des Neubaus des „Kanonissenhauses zu Heerse“ die Summe von 3000 Talern verzeichnet. Hinzu kam die üppige wirtschaftliche Ausstattung des zugehörigen Stiftungskapitals der Präbende, die bei der Auflösung des Stiftes im Jahr 1810 über 4000 Taler betrug.

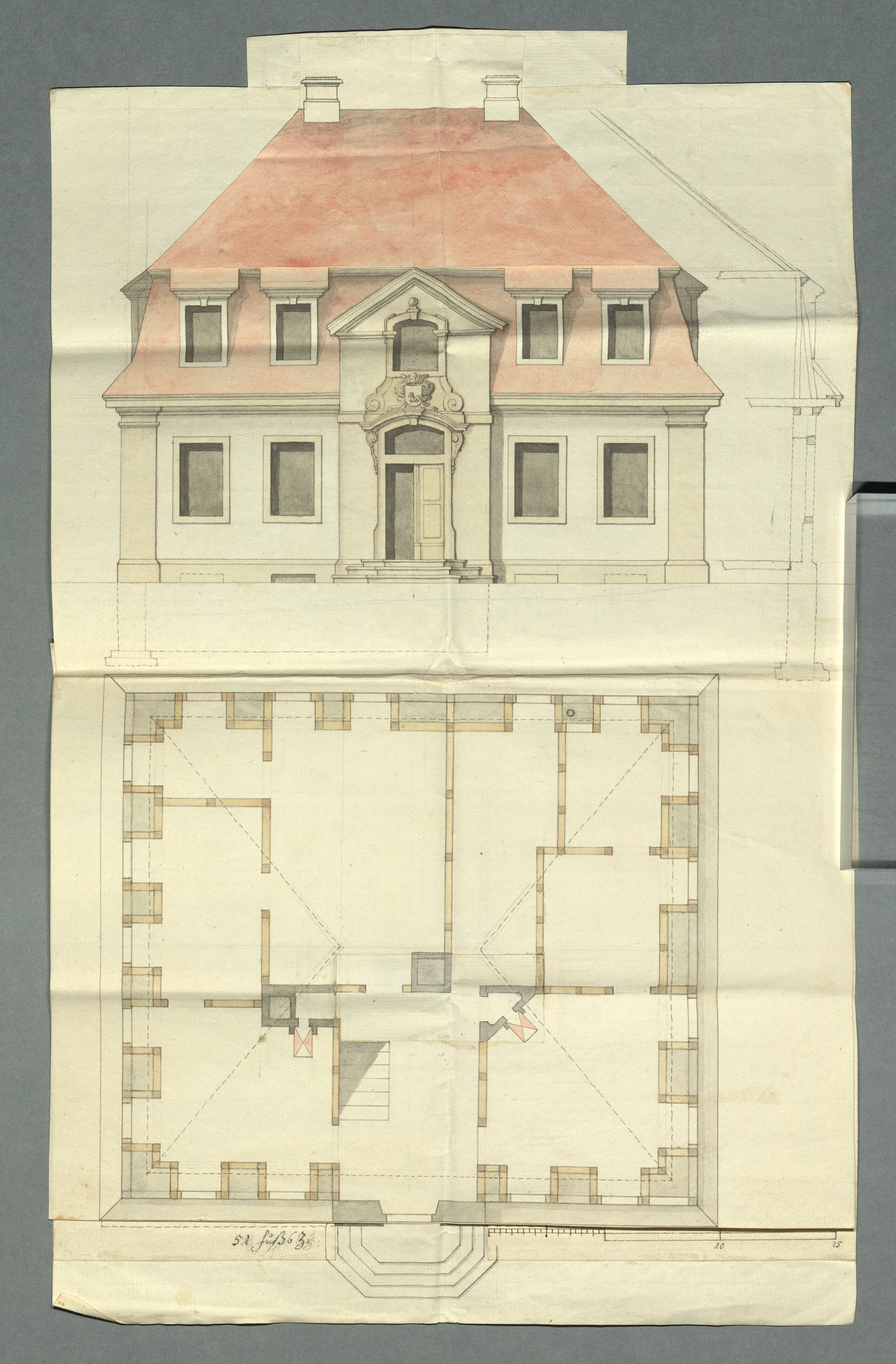
Entwurfsplan für die Asseburger Kurie, vor 1777

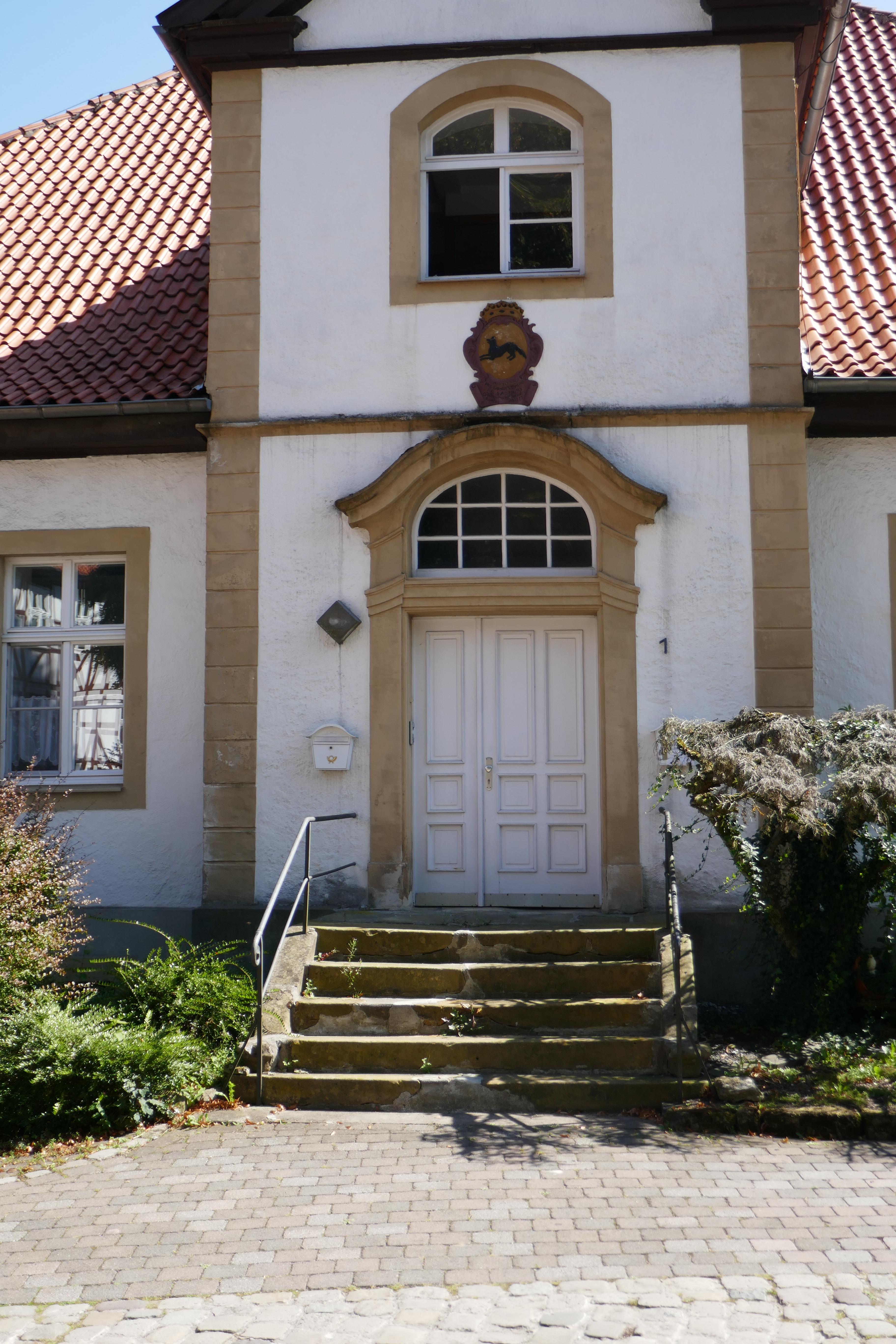
Eingangsportal mit Wappenstein, 2021

Pläne zum tatsächlich ausgeführten Bau sind nicht bekannt. Stattdessen existieren einige zeitgenössische Vorentwürfe die eine große Übereinstimmung zum 1777 ausgeführten Gebäude aufweisen. So dürfte der Bauherr Hermann Werner von der Asseburg, wohl auch um Kosten zu sparen, das dort aufgeführte Mansardendach und zahlreiche Fensteröffnungen im Zuge der Planungen des Objektes gestrichen haben. Es entstand stattdessen ein einfacheres Krüppelwalmdach mit Mittelrisalit. Auch die (Vor-)Planungen hinsichtlich Größe und Form des Grundrisses des Neubaus weisen Unterschiede zum tatsächlich ausgeführten Bau auf und beziehen vorhandene Gegebenheiten, wie das ältere Kellergewölbe, mit ein. An der handschriftlichen Bezeichnung der Zimmerfunktionen in den Plänen lässt sich ablesen, dass in dem großzügigen Haus lediglich eine einzige Dame einen repräsentativen Lebensstil führen sollte. In den Entwurfsplänen des 18. Jahrhunderts sind neben den Repräsentations- bzw. Empfangsräumen („Vorzimmer“) der Stiftsdame auch zahlreiche „Junffern Kammern“, „Kammern für Küchenmägde“ und verschiedene „Alkoven“ vorgesehen. In der Erbauungszeit 1777 wurde das Gebäude mit einer repräsentativen barocken Außenanlage mit Freitreppe, Einfriedungsmauern und einem aus Sandstein gefertigten Eingangstor mit Pinienzapfen ausgestaltet. Sie sind auf den frühen Fotografien, die von dem Gebäude existieren noch dokumentiert und in der zweiten Hälfte des 20. Jahrhunderts verloren gegangen. Es handelt sich um aufwändige barocke Außengestaltungen eines Stiftshauses.
Über dem barocken Eingangsportal des Bauwerks wird auf die Urheberschaft des Stifters Hermann Werner unter dem bekrönten Wappenstein der Asseburger (springender Wolf auf goldenem Grund) mit der Titulatur des hochrangigen Auftraggebers verwiesen: Perillustris et Excmus D: Hermannus Wernerus L: B: ab Asseburg D: in Hinnenburg, Wallhausen etc. Ponebat Ao 1777.
Die Inhaberin der Pfründe („Praebendata Asseburgica“) war schon vor der Errichtung der Asseburger Kurie 1777 Maria Theresia von Hornstein zu Binningen in Schwaben, die vom Obristhofmeister Freiherr von der Asseburg bereits 1765 präsentiert und am 6. Mai 1765 aufgeschworen wurde. Maria Theresia von Hornstein war bereits 1802 im Alter von 66 Jahren die „Seniorin“ des Stifts und aufgrund eines „Gemütsleidens“ seit 1804 im Kloster Brede über einen längeren Zeitraum „in Aufsicht und Pflege“. Als 1810 das Kloster Brede aufgelöst wurde, kam sie nach Neuenheerse zurück und verstarb hier am 2. April 1833 im Alter von 93 Jahren. Sie wurde in Neuenheerse bestattet.

### 19. Jahrhundert

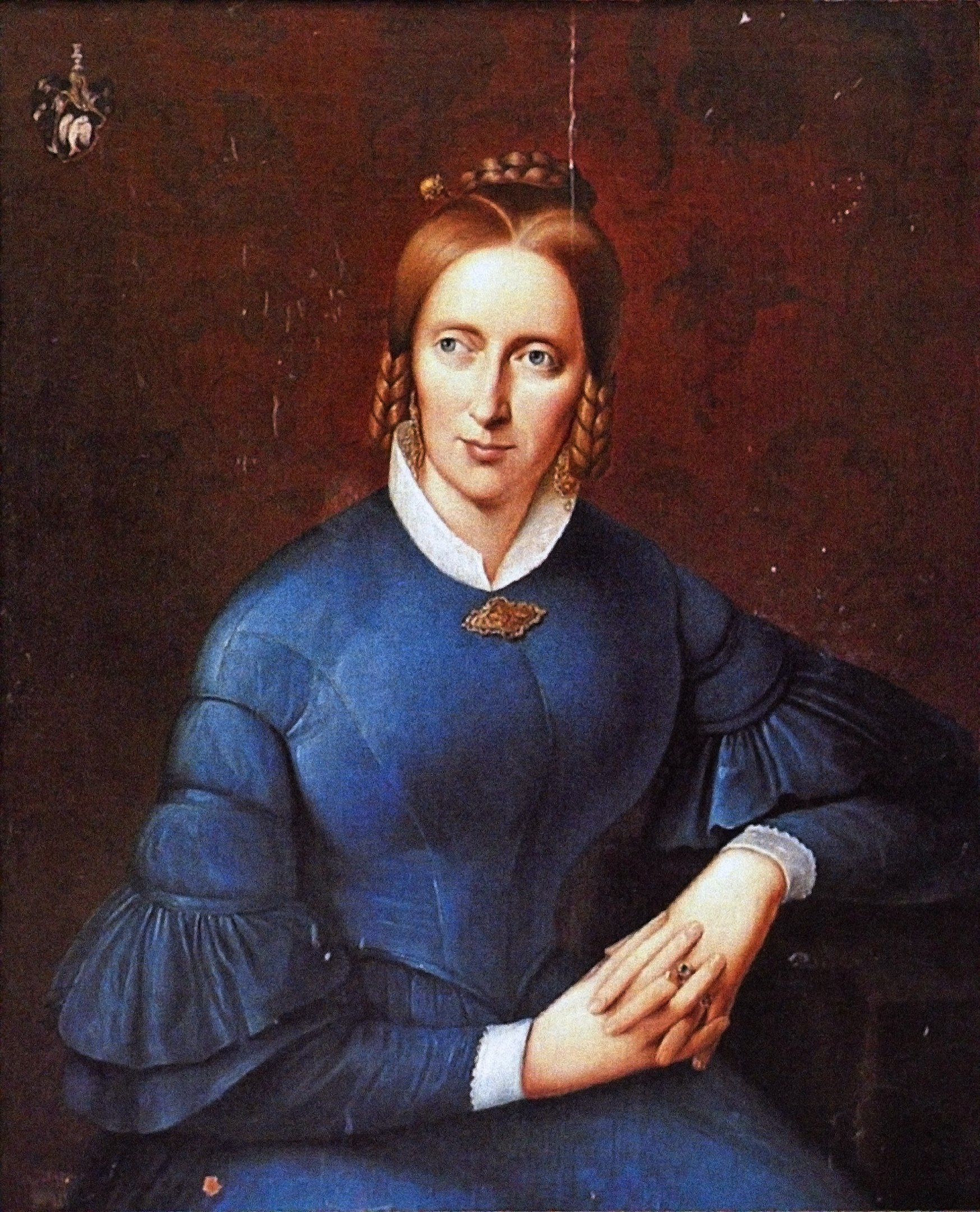
Annette von Droste-Hülshoff, Gemälde von Johann Sprick, 1838

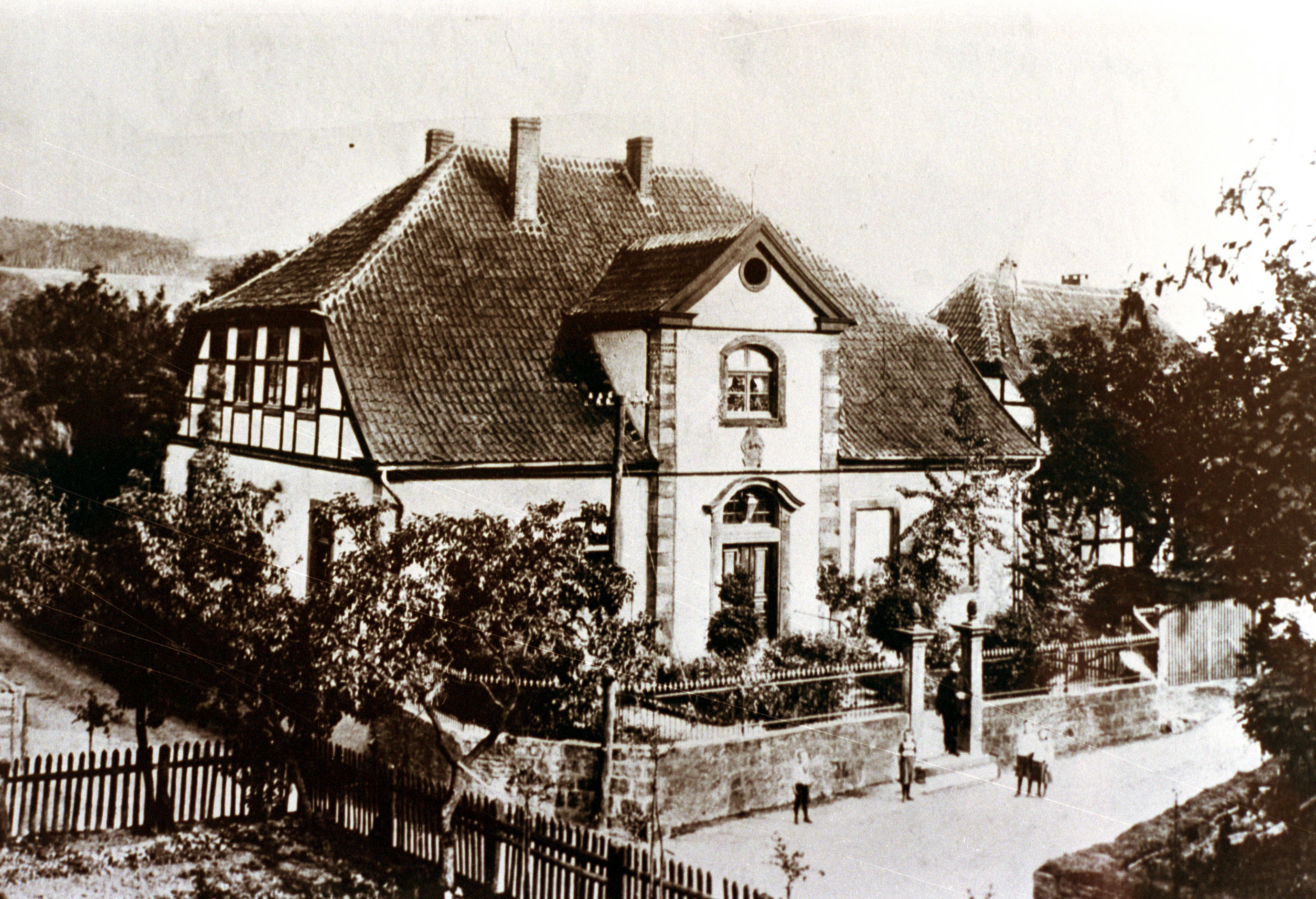
Asseburger Kurie, um 1900

Spätestens seit der Säkularisierung des Damenstifts 1810 lebte die Stiftsdame Maria Felicitas von Westphalen zu Heidelbeck (1800 aufgeschworen) bis zu ihrem Tod 1832 in der Asseburger Kurie.
Es bestanden familiäre Beziehungen der Familie Droste zu Hülshoff in das Haus der Asseburger Kurie. Es war zeitweiser Aufenthaltsort der Dichterin Annette von Droste-Hülshoff bei ihrer Großtante Felicitas von Westphalen zu Heidelbeck. Annette von Droste-Hülshoff besuchte ihre Großtante bei einem ausgiebigen Aufenthalt von Ende September bis Mitte Dezember 1819 in der Asseburger Kurie und berichtete in einem Brief an ihre Mutter ausführlich davon. Bei ihrem Aufenthalt wurde sie zu Ideen inspiriert, die später in ihr berühmtestes Werk Die Judenbuche einflossen. Eine weitere Verwandte von Annette von Droste-Hülshoff, die in der Asseburger Kurie lebte, war ihre Urgroßmutter Maria Theresia Luise von Westphalen zu Heidelbeck, die 1816 dort verstarb.
Mit der Auflösung des Stiftes Neuenheerse 1810 wurden den Stiftsdamen die jeweiligen Kurien zu deren Verbleib überlassen. Die meisten Stiftsdamen verstarben in den Jahren kurz nach der Säkularisation oder zogen – meist aus wirtschaftlichen Erwägungen heraus – zurück zu ihren Familien. Die letzten Stiftsdamen in Neuenheerse waren Maria Theresia von Hornstein (gestorben 1833) und Maria Felicitas von Westphalen zu Heidelbeck (gestorben 1832). Sie bewohnten das Haus der Asseburger Familienpräbende nach der Auflösung des Stiftes bis zu ihrem Tod. Die Asseburger Kurie war das letzte, von früheren Stiftsdamen bewohnte Stiftshaus in Neuenheerse.
Nach dem Tod von Felicitas von Westphalen 1832 wurde das Haus unrechtmäßig vom Fiskus an den Kommunaloberförster Grasso verkauft. Das Haus stand zwar auf Stiftsgrund, war aber Eigentum der Familie von der Asseburg. Das Stiftungsvermögen der Asseburger Familienpräbende wurde vom Staat nach langen juristischen Auseinandersetzungen nicht an die Familie herausgegeben, sondern als jährliche Rente an den Besitzer des Fideikommiss auf der Hinnenburg bewilligt. Diese sollte weiterhin im Sinne der Stiftung Verwendung finden und demnach unter der Verfügung des Familienoberhauptes des Hauses an eine unverheiratete Tochter ausgezahlt werden können. 1839 erwarb das Haus Charlotte Ludovici aus Brakel, die hier ein Krankenhaus einrichten wollte, aber ohne diesen Plan umzusetzen im Jahre 1847 starb. In der Folgezeit war das Haus vermietet. In der Zeit des Eisenbahnbaus in Neuenheerse befand sich darin kurzzeitig ein Gasthaus. 1854 stand das Haus zum Verkauf. Danach bewohnten höhere Kommunalbeamte, ein Rentmeister und ein Gastwirt bis 1891 das Haus. Aus einem gerichtlichen Verkauf wurde es 1891 von der Gemeinde Neuenheerse angekauft, um hier eine Knabenschule einzurichten. Dafür wurden einige Veränderungen im Inneren vorgenommen. Es wurden die beiden begehbaren barocken Schornsteine abgetragen und auf der südwestlichen Seite des Hauses ein großes Schulzimmer mit vier vergrößerten Fenstern eingerichtet. Im übrigen Haus befand sich die Dienstwohnung für den Schulleiter und seine Familie. Von 1893 an diente das Haus als Knabenschule.

### 20. Jahrhundert

Asseburger Kurie als Knabenschule, 1921

1950 endete die Nutzung als Schule, da im Ort ein Neubau für die Grundschule entstanden war. Den großen Klassenraum pachtete die Deutsche Bundespost von der Gemeinde Neuenheerse und mietete weitere Räumlichkeiten für die Fernmeldetechnik an. In dieser Zeit wurden fast alle Fenster des Hauses vermauert und im Inneren der nördlichen Haushälfte Eingriffe in die historische Bausubstanz vorgenommen in dem einige Zwischenwände entfernt wurden. Das ursprünglich auf der Hinterseite des Hauses stehende barockzeitliche Wirtschaftsgebäude wurde schon 1891 mit dem Umbau zur Schule durch einen Neubau ersetzt und ist wohl nach 1950 gänzlich abgebrochen worden. 1971 wurde eine asphaltierte Parkplatzfläche im früheren Garten der Kurie angelegt. Außerdem verschwand die ursprüngliche barocke Außenanlagengestaltung durch den Abbruch der Sandstein-Umfassungsmauer, des Hausbrunnens und des repräsentativen Eingangstores aus Sandsteinpilastern mit Pinienzapfen. Damit ging das bis zu diesem Zeitpunkt erhaltene einheitliche barocke Gesamtensemble der Asseburger Kurie verloren.
Am 19. September 1983 wurde das Gebäude in die Denkmalliste der Stadt Bad Driburg als Baudenkmal eingetragen. Das Haus war 1978 von der Stadt Bad Driburg in private Hände verkauft worden. In den späten 1980er Jahren endete der Pachtvertrag mit der Bundespost. Im Jahr 1992 baute der damalige Eigentümer vier Wohnungen in dem Haus ein.
Im Inneren erhalten ist die aus der Erbauungszeit stammende, barocke Treppenanlage mit Richtungswechseln. Bemerkenswert sind die großzügigen barockzeitlichen Treppenräume, der Durchgangsflur sowie die historisch erhalten gebliebene Raumaufteilung im Obergeschoss mit hohen Decken, Holzfußböden und einigen Türen aus der Entstehungszeit. Die ursprüngliche barocke Raumauffassung ist im gesamten Gebäude noch gut erkennbar. Auch das bauzeitliche Dachwerk sowie der hohe, wohl mittelalterliche Gewölbekeller des Hauses ist erhalten. Das Schulzimmer von 1891 ist ebenfalls erhalten. Im Zuge von Bauuntersuchungen wurde im Jahr 2023 das Baudenkmal der ehemaligen Asseburgschen Stiftskurie vom Denkmalfachamt in Münster als „als prägendes Beispiel des nationalen kulturellen Erbes“ klassifiziert.  Seit dem Jahr 2023 wird die Asseburger Kurie nach einem Besitzerwechsel unter Mitwirkung des LWL-Denkmalfachamtes Münster und der Denkmalschutzbehörde denkmalgerecht restauriert. Die Sanierung wurde 2023 im Rahmen eines Denkmalschutz-Sonderprogramms des Bundes gefördert.